# Oktawiusz Nelard
Oktawiusz Nelard (ur. 21 listopada 1878 w Bereźnem, zm. 1944 w Warszawie) – polski inżynier, dziennikarz i działacz społeczny związany z Polesiem, dyrektor Poddyrekcji Brzeskiej Polskich Kolei Państwowych. 

## Życiorys
Urodził się jesienią 1878 roku (wg niektórych źródeł: 1876 roku) w Bereźnem w powiecie radomyskim guberni kijowskiej w rodzinie Kazimierza i Franciszka z domu Bołsunowskiej.
Po odzyskaniu przez Polskę niepodległości związał się z Brześciem Litewskim, pełnił m.in. funkcję dyrektora Poddyrekcji Brzeskiej Polskich Kolei Państwowych. Z jego inicjatywy poddyrekcja wydawała pismo „Kolejowiec Kresowy”, którego został redaktorem naczelnym, dzięki inicjatywie Nelarda powstała także w Brześciu Szkoła Średnia Techniczna Kolejowa, której został dyrektorem. Był członkiem-założycielem Towarzystwa Szerzenia Oświaty Zawodowej działającego na terenie województwa poleskiego. 
Wchodził w skład zarządu Polskiego Towarzystwa Gimnastycznego „Sokół”, działał także w Brzeskim Kole Łowieckim. Wybrano go prezesem koła, jednak godności nie przyjął, funkcję tę objął Teodor Tołłoczko. W 1923 r. Nelard wszedł w skład tymczasowego zarządu Towarzystwa Opieki nad Kresami Wschodnimi, ponownie został wybrany rok później. Działał w Towarzystwie Popierania Polskiej Żeglugi Powietrznej w Brześciu. 
W 1923 roku pod jego redakcją ukazała się praca zbiorowa „Polesie Ilustrowane. Monografia”. W 1926 roku założył w Brześciu Drukarnię Literacką. W latach trzydziestych XX wieku pełnił funkcję kierownika Ekspozytury Dyrekcji Francusko-Polskiego Towarzystwa Kolejowego w Gdyni. 
Był autorem następujących książek: Krwawym szlakiem rewolucji. Powieść z czasów zmagań rewolucyjnych w Rosji (T. 1 i T. 2, Brześć nad Bugiem, 1924-1925), Ofiarni. Powieść współczesna (T. 1 i T. 2, Warszawa 1929), Pod sygnałem (Warszawa 1932). 
Zginął podczas powstania warszawskiego jako jego cywilna ofiara.
W 1923 roku został odznaczony Krzyżem Oficerskim Orderu Odrodzenia Polski. 